# Cnemidocarpa eposi
Cnemidocarpa eposi is een zakpijpensoort uit de familie van de Styelidae. De wetenschappelijke naam van de soort werd in 1994 voor het eerst geldig gepubliceerd door het echtpaar Claude en Françoise Monniot.